# Esmeremburgo
Esmeremburgo (Smeerenburg) é um assentamento localizado na ilha de Amesterdã, no noroeste de Esvalbarda, originando-se com baleeiros dinamarqueses e holandeses em 1619: um dos postos mais setentrionais da Europa.

## Atualmente
O local de Esmeremburgo foi ocupado pelos holandeses em 1614, quando os navios da câmara de Amesterdã da Noordsche Compagnie (Companhia do Norte) estabeleceram uma estação baleeira temporária com barracas feitas de lona e, fornos temporários brutos. Em 1615, 1616 e 1618, os holandeses ocuparam novamente o local. Em 1619, um navio de 500 toneladas com madeira e outros materiais foi enviado para lá. As tendas e fornos temporários foram substituídas por estruturas de madeira e chaleiras de cobre, "definida de forma permanente sobre uma base de tijolos, com uma lareira de tijolos embaixo e uma chaminé para a fumaça."
O declínio de Esmeremburgo começou em meados de 1640. Ouvindo-se que ainda em uso pela câmara Hoorn tão tarde quanto 1657. Por volta de 1660, com a transição para o processamento de gordura em óleo sobre regresso ao porto e expansão para a caça pelágica, o acordo foi abandonado.
Em 1973, as ruínas de Esmeremburgo tornaram-se parte do Parque Nacional Noroeste de Spitsbergen, da Noruega.

## Mito
A dimensão de Esmeremburgo foi bastante exagerada por muitos autores. William Scoresby (1820) alegou que entre 200 e 300 navios e 12.000 e 12.000 homens visistavam Esmeremburgo durante a curta estação de Verão. O explorador norueguês Fridtjof Nansen (1920) fez afirmações similares, dizendo que centenas de navios ancoravam junto a Esmeremburgo, onde 10 mil pessoas visitavam uma localidade completa com estabelecimentos e ruas. Além dos traóis, fundições e oficinas, haveria lojas, igrejas, fortificações, casas de jogo e até bordéis.
Essas alegação não têm qualquer base na realidade. Nunca mais que 15 navios e 400 homens terão visitado Esmeremburgo no pico da sua atividade na década de 1630. Não haviam lojas, igrejas ou bordéis, embora houvesse um forte com 2 armas. Apesar dos resultados das escavações arqueológicas feitas entre 1979 e 1981, por vezes autores modernos repetem as lendas fabulosas contadas acerca de Esmeremburgo.